# My Scene - Stelle di Hollywood
My Scene - Stelle di Hollywood (My Scene Goes Hollywood: The Movie) è un film d'animazione del 2005, diretto da Eric Fogel e destinato direttamente al mercato home video. 
È la terza ed ultima pellicola basata sulla linea di bambole My Scene di Mattel. Nel film sono presenti i personaggi di Barbie e l'attrice e cantante statunitense Lindsay Lohan, che interpreta sé stessa.

## Trama
Anche se il titolo del film suggerisce un viaggio a Hollywood, in California, l'intera trama si svolge invece a New York, dove vivono tutti i personaggi di My Scene. Qui, le ragazze di My Scene frequentano il liceo a Manhattan, quando scoprono che un film di spionaggio intitolato Spy Society verrà girato proprio lì, con protagonista Lindsay Lohan, nei panni di Mariel St. Clair, e il personaggio immaginario di Ryan Ridley, che interpreta l'interesse amoroso di Lohan nel film. Barbie, Chelsea, Madison, Nolee e Delancey vanno a vedere le riprese, con l'idea di intrufolarsi fingendo di essere comparse.

## Produzione
Il film è stato prodotto da Kallan Kagan, mentre il montaggio è stato eseguito da Anthony V. Orkin.

## Interpreti e Personaggi
- Kelly Sheridan: Barbie doppiata da Laura Cosenza
- Kathleen Barr: Madison (Westley nome in Europa) doppiata da Rachele Paolelli
- Tegan Moss: Nolee doppiata da Francesca Manicone
- Meghan Black: Delancey doppiata da Monica Bertolotti
- Nicole Bouma: Chelsea doppiata da Monica Vulcano
- Brenda Crichlow: Audra
- Mark Hildreth: Sutton doppiato da Federico Di Pofi
- Alessandro Juliani: River doppiato da Alessandro Vanni
- Terry Klassen: Jim
- Shane Meier: Ellis doppiato da Daniele Raffaeli
- Kirby Morrow: Hudson doppiato da Simone Veltroni
- Samuel Vincent: Ryan
- Ashleigh Ball: Kenzie
- Lindsay Lohan: Sé stessa doppiata da Eleonora Reti
- Harvey Weinstein: Ryan Ridley
- Aden Hakimi: Paparazzi (non accreditato)

Direttore di doppiaggio: Giuliano Santi

## Colonna sonora
Non è stato distribuito nessun album contenente le canzoni utilizzate nel film.

### Tracce
1. Leslie Mills – Lucky
2. Leslie Mills – I Feel Like L.A.
3. Leslie Mills – Find the Fun
4. Playground (Instrumental)
5. Find the Fun (Instrumental)
6. Leslie Mills – Starlight
7. Lucky (Reprise)
8. Andrea Remanda – Playground

## Distribuzione
Il film è stato distribuito il 30 agosto 2005 direttamente in home video in formato DVD e VHS.